# San Diego (Carabobo)

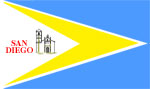
Bandeira de San Diego

San Diego é um município da Venezuela localizado no estado de Carabobo.
A capital do município é a cidade de San Diego.